# Dusičnan erbitý
Dusičnan erbitý je anorganická sloučenina s chemickým vzorcem Er(NO3)3. Dusičnan erbitý tvoří růžové krystaly, snadno rozpustné ve vodě, tvoří také krystalické hydráty.

## Příprava
Dusičnan erbitý je možné připravit rozpuštěním kovového erbia v kyselině dusičné:
Er + 6 HNO3 → Er(NO3)3 + 3 NO2 + 3H2O↑
Je také možné jej připravit rozpuštěním oxidu nebo hydroxidu erbitého v kyselině dusičné:
Er(OH)3 + 3 HNO3 → Er(NO3)3 + 3 H2O↑
Je také možné jej připravit reakcí kovového erbia s oxidem dusičitým:
Er + 3 N2O4 → Er(NO3)3 + 3 NO↑

## Fyzikální vlastnosti
Dusičnan erbitý tvoří růžové hygroskopické krystaly. Tvoří trihydrát, pentahydrát a hexahydrát. Jak bezvodý dusičnan erbitý, tak jeho hydráty se rozkládají při zahřátí. Dusičnan erbitý se rozpouští ve vodě i ethanolu.

## Chemické vlastnosti
Dusičnan erbitý se tepelně rozkládá za vzniku ErONO3 a následně na oxid erbitý. 

## Využití
Dusičnan erbitý je využíván k získávání kovového erbia a jako chemické činidlo. 